# Xacobeo Galicia

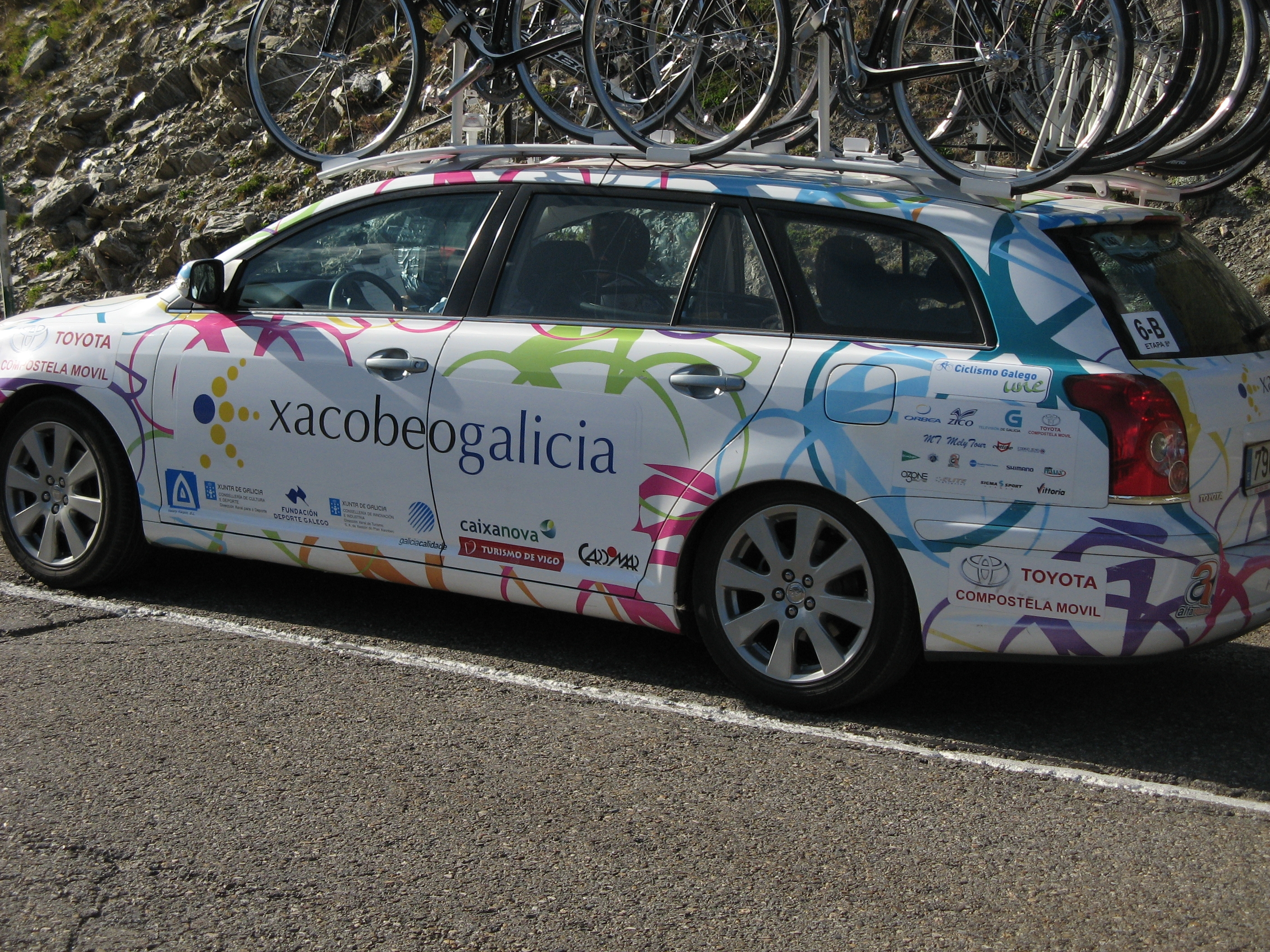
2008

Xacobeo Galicia war ein spanisches Radsportteam.
Xacobeo Galicia wurde 2007 als Professional Continental Team unter dem Namen Karpin Galicia gegründet und nahm hauptsächlich an Rennen der UCI Europe Tour teil. Manager war Álvaro Pino, dem Jesús Villar und José Angel Vidal als Sportliche Leiter zur Seite standen. Ausgestattet wurde die Mannschaft mit Rädern der Marke Orbea.
Das Team kam in die Kritik, weil mit Isidro Nozal, Marcos Serrano und Eladio Jiménez drei Fahrer dieses Teams in den Dopingskandal Fuentes verwickelt sind.
Der erste Teamname setzte sich aus der das Team unterstützenden spanischen Region Galicien und dem ehemaligen russischen Fußballnationalspieler Waleri Karpin zusammen, der Präsident und Mitbesitzer gewesen war, bevor er das Amt des Generaldirektors vom FC Spartak Moskau übernahm. Seit August 2008 wurde der Namensbestandteil Karpin durch Xacobeo (dt.: Jakob) ersetzt und die Sociedad Anónima de Xestión do Plan Xacobeo wurde Partner des Teams. Die Sociedad Anónima de Xestión do Plan Xacobeo ist eine mit der galicischen Regionalregierung verbundene Gesellschaft, welche zur Förderung des Jakobsjahrs 1993 gegründet wurde. Im Jahr 2010 fand ein weiteres Jakobsjahr statt.
Ende September 2010 gab der Hauptsponsor bekannt, dass er sich ab dem Jahresende aus dem Profiradsport zurückziehen wird, worauf sich das Team auflöste. Versuche der Rettung des Teams, welches die Fahrergehälter über mehrere Monate nicht zahlen konnte, scheiterten.

## Saison 2010

### Erfolge beim World Calendar
| Datum         | Rennen                     | Sieger            |
| 18. September | 20. Etappe Vuelta a España | Ezequiel Mosquera |

### Erfolge in der Europe Tour
| Datum     | Rennen                                           | Kat. | Sieger                 |
| 25. Juni  | Portugiesischer Meister – Einzelzeitfahren (U23) | NC   | Nélson Oliveira        |
| 1. August | Circuito de Getxo                                | 1.1  | Francisco José Pacheco |

### Zugänge – Abgänge
| Zugänge                | Team 2009                       | Abgänge                 | Team 2010       |
| ---------------------- | ------------------------------- | ----------------------- | --------------- |
| Francisco José Pacheco | Contentpolis-AMPO               | Iban Mayoz              | Footon-Servetto |
| Rodrigo García Rena    | Miche-Silver Cross-Selle Italia | Eduard Worganow         | Katjuscha       |
| Gustavo Rodríguez      | Artesania Galicia               | Héctor Espasandin       | Unbekannt       |
| Nélson Oliveira        | Neoprofi                        | Pedro Fernández Hermida | Unbekannt       |
| José de Segovia        | Neoprofi                        | David Herrero           | Unbekannt       |
|                        |                                 | Juan Francisco Mouron   | Unbekannt       |
|                        |                                 | Alejandro Paleo         | Unbekannt       |
|                        |                                 | Ivan Rana               | Unbekannt       |

### Mannschaft
| Name                   | Geburtstag         | Nationalität | Team 2011                    |
| ---------------------- | ------------------ | ------------ | ---------------------------- |
| Carlos Castaño         | 7. Mai 1979        | Spanien      | Karriereende                 |
| Gustavo César          | 29. Januar 1980    | Spanien      |                              |
| Gustavo Domínguez      | 17. Oktober 1980   | Spanien      | Karriereende                 |
| Alberto Fernández      | 15. November 1981  | Spanien      |                              |
| Delio Fernández        | 17. Februar 1986   | Spanien      | Madeinox-Boavista            |
| David García           | 30. September 1977 | Spanien      | Karriereende                 |
| Marcos García          | 4. Dezember 1986   | Spanien      | KTM-Murcia                   |
| Rodrigo García         | 27. Februar 1980   | Spanien      |                              |
| Wladimir Isajtschew    | 21. April 1986     | Russland     | Katjuscha                    |
| Serafín Martínez       | 14. Februar 1984   | Spanien      |                              |
| Ezequiel Mosquera      | 19. November 1975  | Spanien      | Vacansoleil-DCM              |
| Nélson Oliveira        | 6. März 1989       | Portugal     | Team RadioShack              |
| Francisco José Pacheco | 27. März 1982      | Spanien      | Guerola-Valencia Terra I Mar |
| Gonzalo Rabuñal        | 1. August 1984     | Spanien      |                              |
| Gustavo Rodríguez      | 16. September 1979 | Spanien      |                              |
| José de Segovia        | 23. Oktober 1982   | Spanien      |                              |
| Stagiaires             | Stagiaires         | Nationalität | Nationalität                 |
| Aser Estévez           | Aser Estévez       | Spanien      |                              |
| Pablo Torres           | Pablo Torres       | Spanien      |                              |

## Saison 2009

### Erfolge in der UCI ProTour
| Datum        | Rennen                    | Sieger        |
| 7. September | 9. Etappe Vuelta a España | Gustavo César |

### Erfolge in der Europe Tour
| Datum     | Rennen                                          | Kat. | Sieger            |
| 13. April | 2. Etappe Presidential Cycling Tour             | 2.1  | David García      |
| 26. April | Vuelta a la Rioja                               | 1.1  | David García      |
| 17. Mai   | 4. Etappe Grande Prémio Paredes Rota dos Móveis | 2.1  | David Herrero     |
| 19. Juli  | 3. Etappe Vuelta a la Comunidad de Madrid       | 2.1  | David Herrero     |
| 9. August | 5. Etappe Burgos-Rundfahrt                      | 2.HC | Ezequiel Mosquera |

## Platzierungen in UCI-Ranglisten
UCI America Tour
| Saison | Mannschaftswertung | Fahrerwertung                 |
| ------ | ------------------ | ----------------------------- |
| 2009   | 34.                | Carlos Castaño (243.)         |
| 2010   | 23.                | Francisco José Pacheco (222.) |

UCI Europe Tour
| Saison | Mannschaftswertung | Fahrerwertung           |
| ------ | ------------------ | ----------------------- |
| 2007   | 25.                | Eladio Jiménez (19.)    |
| 2008   | 40.                | Ezequiel Mosquera (93.) |
| 2009   | 41.                | David García (105.)     |
| 2010   | 24.                | Ezequiel Mosquera (60.) |

UCI Oceania Tour
| Saison | Mannschaftswertung | Fahrerwertung         |
| ------ | ------------------ | --------------------- |
| 2009   | -                  | -                     |
| 2010   | 24.                | Nélson Oliveira (55.) |

UCI World Calendar
| Saison | Mannschaftswertung | Fahrerwertung           |
| ------ | ------------------ | ----------------------- |
| 2009   | 22.                | Ezequiel Mosquera (52.) |
| 2010   | 21.                | Ezequiel Mosquera (31.) |